# Angelo Mozzillo

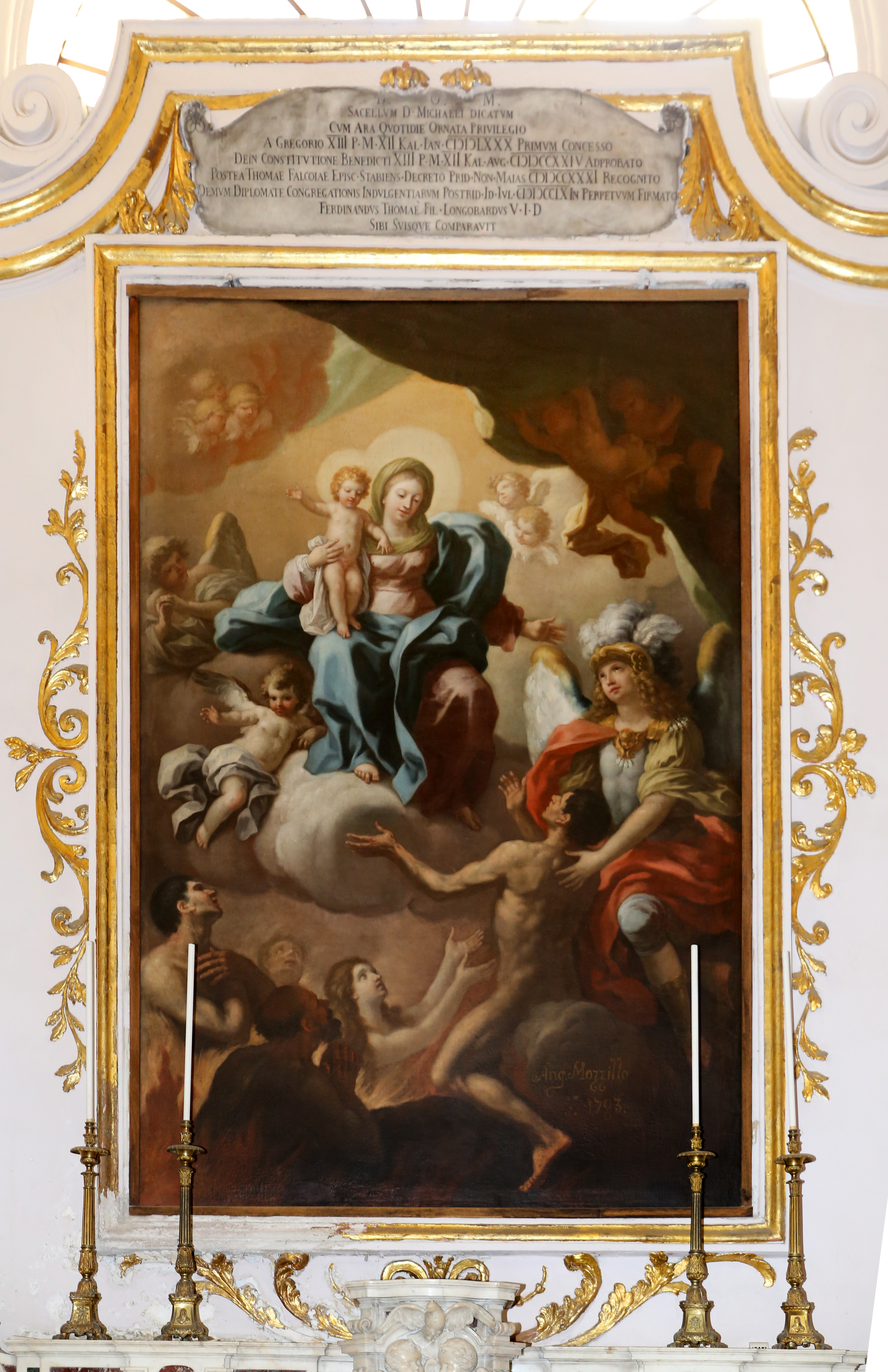
Vergine che libera le anime del Purgatorio, 1793, Castellammare di Stabia

Angelo Mozzillo (Afragola, 24 ottobre 1736 – dopo il 1806) è stato un pittore italiano.

## Biografia
Angelo Mozzillo nacque il 24 ottobre 1736, ad Afragola, da Crescenzo e Maria Abate e fu battezzato, nello stesso giorno, nella chiesa di Santa Maria d'Ajello. Mozzillo trascorse la sua infanzia e la sua adolescenza nella città natale, dove fu istruito presso il convento dei domenicani. Si trasferì, quindi, a Napoli, formandosi presso la bottega del pittore Giuseppe Bonito, originario di Castellammare di Stabia e apprezzato dalla corte borbonica. La sua prima opera fu una tela ritraente San Giorgio che abbatte il tempio di Apollo, 1758, attualmente custodita nel vano della controfacciata dell'omonima chiesa afragolese.
Con il passare degli anni eseguì affreschi e dipinti in varie città della Campania tra le quali: Afragola, Caivano, Marano di Napoli, Cimitile, Nola, San Paolo Belsito, Palma Campania, Scafati, Ottaviano, Castellamare di Stabia, San Giuseppe Vesuviano, Cicciano, Camposano, Sant'Agata de' Goti e Sparanise.
Nel 1788 i governatori della chiesa di Sant'Eligio Maggiore lo incaricarono di decorare le volte e le pareti della Sala delle Udienze, destinata ad ospitare i sovrani borbonici in occasione dell'annuale festa della Madonna del Carmine. Il lavoro napoletano, giudicato positivamente un secolo dopo dal Galante nella sua opera sulle chiese napoletane, fu il volano per la carriera artistica dell'autore.
Nel 1792 i monaci camaldolesi gli commissionarono una serie di affreschi per abbellire gli eremi di Napoli e Visciano, eseguendo, sulla volta a botte della navata centrale dell'eremo 
del Santissimo Salvatore a Napoli, una Gloria di San Romualdo.
Mozzillo morì a Nola, tra la fine di aprile e i primi giorni di maggio del 1810.

## Elenco parziale delle opere
- Tela S. Raffaele Arcangelo, 1756-1760, Chiesa parrocchiale SS. Epifania, Livardi-San Paolo Bel Sito
- Tela Adorazione SS. Sacramento, 1798-1800. Chiesa Corpus Domini, San Paolo Bel Sito
- Tela Madonna con Bambino,angeli e anime purganti,1800 (pittura ad olio). Chiesa Parrocchiale S. Gavino Martire, Camposano
- Tela S. Giuseppe, 1801, Chiesa Parrocchiale S. Paolo Eremita, San Paolo Bel Sito
- Tela Madonna con le anime del Purgatorio, 1801, Chiesa Parrocchiale S. Paolo Eremita, San Paolo Bel Sito.
- Tela Addolorata ai piedi della Croce fra i Ss. Biagio e Francesco di Paola, firmata e datata 1787, nella parrocchiale di Santa Maria d'Ajello ad Afragola
- Dipinti della Chiesa madre di San Michele Arcangelo di Ottaviano
- Affreschi del Chiostro del monastero degli Zoccolanti di Torre del Greco
- Affreschi del Chiostro del Convento di Santa Maria degli Angeli di Marano di Napoli
- Affresco Deposizione firmato e datato A. Mozzillo 1793, sul soffitto della Chiesa di Sant'Angelo de Munculanis di Sant'Agata de' Goti
- Tela San Giorgio abbatte il Tempio di Apollo, datata 1758, nella parrocchiale di San Giorgio martire ad Afragola, sua prima opera firmata.
- Soffitto della Chiesa dell'Immacolata di Nola La purificazione di Maria al tempio e una pala d'altare di San Francesco di Paola eseguita alcuni anni prima.
- Affresco del 1770 raffigurante l'Arcangelo Michele nel Santuario della Madonna degli Angeli di Cicciano
- Tela de La Pietà autografata e datata 1803 nella Chiesa Parrocchiale di Santa Maria la Pietà di San Giuseppe Vesuviano
- Tela Gloria di san Giuseppe datata 1784 - abside santuario di San Giuseppe Vesuviano
- Tela L'Annunciazione nella Chiesa dell'Annunziata di Sparanise
- Tela L'Annunciazione datata 1800 nella Chiesa dell'Annunziata di Rocchetta e Croce
- Tele Vergine Maria di Costantinopoli  e Vergine con Bambino fra San Giuseppe e San Michele Arcangelo nella chiesa S. Maria di Costantinopoli Pago del Vallo di Lauro
- Tela L'Apoteosi della Madonna Immacolata nella chiesa dell'Immacolata Concezione di San Vitaliano datata 1774
- Tela Vergine che libera le anime del Purgatorio, nella concattedrale di Santissima Maria Assunta e San Catello a Castellammare di Stabia
- Tela Santa Caterina D'Alessandria, nella Chiesa di Santa Caterina D'Alessandria di Gioiosa Jonica in comodato presso Palazzo Amaduri di Gioiosa Jonica
- Tela La Presentazione al tempio autografata e datata 1806 nella chiesa di San Simeone Profeta di Camigliano
- Tele San Tommaso elemosiniere (1794) e La Vergine fra i Ss. Agostino e Monica (1792) nella chiesa di Sant'Agostino in Gragnano.
- Tela San Pietro, firmata e datata 1807, nella parrocchiale di San Pietro di Massalubrense
- Tela Immacolata e santi, firmata e datata 1807, custodita presso il Museo di San Martino di Napoli, ultima sua opera censita.